# Haderslev Amt

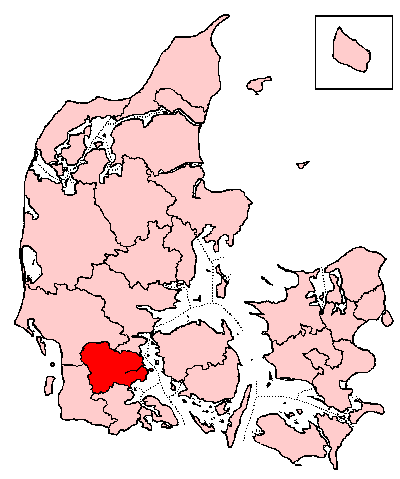
Lage des Haderslev Amt in Dänemark

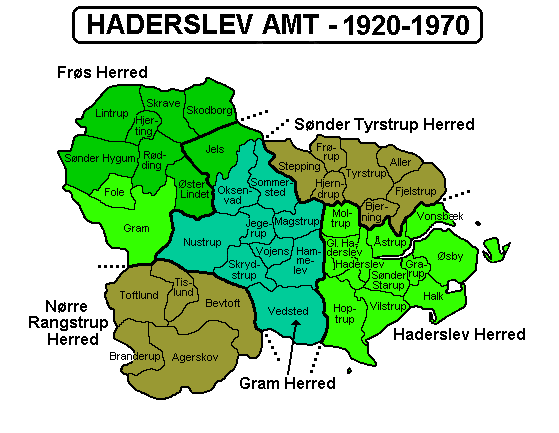
Haderslev Amt. Mit unterschiedlichen Grüntönen sind die Gebiete der sechs Kommunen markiert, die durch die Kommunalreform 1970 entstanden sind und danach zum Sønderjyllands Amt gehörten.

Haderslev Amt (benannt nach der Stadt Haderslev) war bis zur dänischen Kommunalreform zum 1. April 1970 eines der damaligen Ämter in Dänemark.
Haderslev Amt bestand aus fünf Harden (dän.: Herred):
- Frøs
- Gram
- Haderslev
- Nørre Rangstrup
- Sønder Tyrstrup

Bis 1864 hatte auch die Harde Nørre Tyrstrup Herred zum Haderslev Amt gehört, wurde dann aber im Zuge des Landtausches bezüglich der königlichen Enklaven dem Vejle Amt zugeschlagen, als das Herzogtum Schleswig an Preußen fiel (und damit auch das Haderslev Amt als späterer Kreis Hadersleben). 1920 wurde auch die Harde Hviding Herred, die bis dahin zum Haderslev Amt gehört hatte, im Zuge der Neugliederung nach der Schleswigschen Teilung dem Tønder Amt zugeschlagen.
Mit der Kommunalreform 1970 ging Haderslev Amt im neuen Sønderjyllands Amt auf. Dabei wurden aus den Kirchspielen des Amtes folgende Kommunen im Sønderjyllands Amt gebildet:
- Christiansfeld
- Gram
- Haderslev
- Nørre-Rangstrup
- Rødding
- Vojens

## Geschichte
Während die alten Syssel ihre Bedeutung einbüßten, wurden die Lehnsdistrikte um die landesherrlichen Burgen Haderslevhuus und Törning immer wichtiger. Der Haderslebener Lehnsdistrikt umfasste zunächst nur die beiden östlichen Harden, die Tyrstrup- und die Haderslebenerharde, während die westlich gelegenen Hviding-, Norderrangstrup-, Frös/Kalslund- und Gramm-Harden zu Törning gehörten. Törning wurde im 15. Jahrhundert wiederholt an Adelige verpfändet und wurde erst 1494 durch König Johann I eingelöst. Bald danach verlor Törning, das im Gegensatz zu den meisten Königs- bzw. Herzogsschlössern nicht in der Nähe einer wohlhabenden Stadt lag, sondern einsam im Kirchspiel Hammeleff, seine Bedeutung und verfiel. Damit wurde das gesamte Törninglehn Teil des Amtes Hadersleben. Da in der Zeit bis 1617 fast alle adeligen Güter vom Landesherrn aufgekauft wurden, gab es im Amt fortan recht wenige Enklaven. Diese waren außer der Stadt Hadersleben und dem großen Grammer Gutskomplex nur einige im Westen gelegene Streugüter, die zum Amt Ripen und damit zum Königreich gehörten. Auf der anderen Seite gehörten bis 1850 noch einige vom Amt Apenrade umgebene ehemalige Törningsche Streugüter und die Besitzungen des alten Gutes Bollersleben zum Amt.
Bei der Landesteilung von 1544 kam das Amt Hadersleben zu Herzog Johann dem Älteren. Dieser baute die Burg Haderslevhuus als Schloss Hansburg neu. Nach seinem Tod wurde das Amt 1581 königlich. Die Einziehung der gottorfischen Besitzungen machte das Herzogtum Schleswig 1713 wieder zu einem weitgehend einheitlichen politischen Territorium. Bald darauf wurde das Amt Hadersleben, das größte im Lande, in zwei Amtsverwalterdistrikte geteilt, wobei die Grammharde größtenteils zum Osterteil gelegt wurde.
Der aufkommende deutsch-dänische nationale Konflikt berührte das Amt Hadersleben in den 1840er Jahren zunächst weniger als andere Landesteile, doch kam es auch hier zu nationalen Kundgebungen, deren bekannteste diejenige von 1843 auf dem Skamlingsbanken, dem höchsten Berg Jütlands, war. Auch die Schleswig-Holsteinische Erhebung wirkte sich hier weniger aus als in anderen Teilen Schleswigs; in dieser Zeit war Christian August Thomas Bruhn Amtmann und wurde 1851 durch die Dänen seines Amtes enthoben. 1858 bekam das Amt als erstes in Schleswig einen halbdemokratisch legitimierten Amtsrat. 1860 entstand in Gramm das erste ländliche Krankenhaus im Herzogtum.
Einschneidende Folgen hatte der Krieg von 1864. Schleswig wurde von Preußen und Österreich besetzt und annektiert. Damit wurde die Grenze Schleswigs zu Jütland zu einer Staatsgrenze. Als Ersatz für die dänischen Enklaven um Mögeltondern und Westerland-Föhr wurden einige Gemeinden aus dem Amt Hadersleben an Dänemark abgetreten. Im Westen wurde die Grenze begradigt, im Nordosten kamen acht Kirchspiele (Sønder Stenderup, Sønder Bjert, Ødis, Dalby, Vonsild, Vejstrup, Hejls und Taps) an das Amt Vejle. 1867 wurde das Amt in einen preußischen Landkreis umgewandelt, die Hardesgerichte und das Haderslebener Stadtgericht durch Amtsgerichte ersetzt und die Harden als Polizeibezirke zu größeren Hardesvogteien zusammengefasst. 1869 trat die Landgemeindeordnung in Kraft.
Als nördlichster Grenzkreis im Westen des damaligen Deutschen Reichs hatte der Kreis Hadersleben eine unbequeme Randlage, da der Verkehr mit dem nördlichen Hinterland jenseits der Grenze erschwert war. Dafür profitierten Kolding und das neu gegründete Esbjerg im südlichen Dänemark von der Ausschaltung der Konkurrenz der schleswigschen Städte. Zwar wurde die Industrie in Hadersleben ausgebaut, und die Kreisstadt hatte zudem als Garnisonstadt und beliebter Alterswohnsitz Bedeutung. Doch im Ganzen blieb der Kreis agrarisch geprägt und hatte wenig Entwicklungsmöglichkeiten. Vor allem Christiansfeld, das nur fünf Kilometer von der Grenze entfernt lag, geriet in Stagnation. Die Infrastruktur wurde vor allem durch ein dichtes Netz von Kleinbahnen ausgebaut, deren Eigner der Kreis war (Haderslebener Kreisbahn). Allerdings wurden diese oft sehr kurvenreich ausgebaut und hatten nur in Scherrebek und Woyens Verbindung mit den Hauptbahnen – sowie in Hadersleben über die Stichbahn nach Woyens. Eine Verbindung zur benachbarten Apenrader Kreisbahn bestand mit der Bahnstrecke Branderup–Osterterp nur während des Ersten Weltkrieges zwischen 1916 und 1919.
Nachdem die Mehrheit der Bevölkerung in Nordschleswig am 10. Februar 1920 bei der Volksabstimmung für Dänemark votiert hatte, wurde der Kreis am 15. Juni an Dänemark abgetreten. Hierbei wurde er in ein dänisches Amt umgewandelt, musste aber die westlichen Kirchspiele – die alte Hvidingharde – an das Amt Tondern abtreten, das durch die Grenzziehung in der Mitte geteilt worden war. Das Amt Hadersleben bestand bis 1970, als es mit den drei nordschleswigschen Nachbarämtern zu Sønderjyllands Amt vereinigt wurde.
Wirtschaftlich und infrastrukturell wurde das Gebiet nun an den Norden angeschlossen. Die Hauptstraßen wurden stark ausgebaut, und auch die Elektrifizierung wurde forciert. Die Verlegung der Hauptbahn von Woyens-Rothenkrug nach Hadersleben-Apenrade kam jedoch über das Planungsstadium nicht hinaus. Die Kreisbahnen wurden vom Amt übernommen, aber in den Jahren 1937–39 eingestellt.
Die neue Kommune Hadersleben ab 2007 erreicht die gleiche Ost-West-Ausdehnung wie das vormalige Amt, umfasst aber nur ca. zwei Drittel desselben.